# Robert Killian
Robert Killian ist ein US-amerikanischer Biathlet und Obstacle-Läufer.

## Leben
Robert Killian ist Nationalgardist im Range eines Captains im US-Bundesstaat Colorado und startet für deren Biathlonteam. Er gewann 2011 den Titel bei den US-Meisterschaften im Sommerbiathlon. Erste internationale Meisterschaft wurden die Nordamerikanischen Meisterschaften im Sommerbiathlon 2011 in Jericho, wo er im Sprint mit fünf Fehlern hinter Douglas Hoover und vor Michael Gibson, im Einzel mit zehn Fehlern hinter Marc Sheppard und vor Duncan Douglas jeweils die Silbermedaillen gewann. In der Saison 2011/12 erreichte er hinter Russell Currier und Brian Woodard in einem Verfolgungsrennen in West Yellowstone im Biathlon-NorAm-Cup erstmals eine Podiumsplatzierung in der höchsten kontinentalen Rennserie.
Er ist weiterhin Ironman-Militär-Sieger Hawaii, „Best Army Ranger“, „Army Male Athlete of the Year 2010“, US Special Forces Captain und Reebok Spartan Race World Championships Weltmeister.

## Belege
1. ↑  2012 Summer Biathlon National Championships
2. ↑  Ergebnisliste der Sommer-Nordamerikameisterschaften 2011 (Seite nicht mehr abrufbar, festgestellt im Mai 2018. Suche in Webarchiven) (PDF-Datei; 642 kB)
3. ↑  Spartan Race | Messe dich mit den Besten. Abgerufen am 1. April 2025.

| Personendaten    | Personendaten              |
| ---------------- | -------------------------- |
| NAME             | Killian, Robert            |
| KURZBESCHREIBUNG | US-amerikanischer Biathlet |
| GEBURTSDATUM     | 20. Jahrhundert            |